# Alan Baddeley
Alan Baddeley (Leeds, 23 marzo 1934) è uno psicologo britannico, professore di psicologia all'università di York, membro della Royal Society e dell'Ordine dell'Impero Britannico, noto soprattutto per il suo modello di memoria di lavoro a componenti multiple.

## Educazione
Baddeley si laurea all'università di Londra nel 1956 e ottiene un Master of Arts dal Dipartimento di Psicologia della Princeton University nel 1957, seguìto dal PhD dall'Università di Cambridge nel 1962.

## Carriera
Nel 1975 cominciò a studiare le "capacità della memoria a breve termine", sottoponendo compiti di rievocazione, al fine di testare quali fossero le differenze nel richiamo di parole corte o lunghe, così da scoprire se il tempo di pronuncia o il numero di item modifichino le proprietà della memoria a breve termine.

## Altri lavori
È stato autore di alcuni test neuropsicologici, tra i quali Doors and People, Children's Test of Nonword Repetition (CN REP), the Rivermead Behavioural Memory Test (RBMT), Autographical Memory Interview (AMI), Visual Patterns Test (VPT) e the Speed and Capacity of Language Processing Test (SCOLP).